# شاندون باپتیست
شاندون باپتیست (انگلیسی: Shandon Baptiste؛ زادهٔ ۸ آوریل ۱۹۹۸) بازیکن فوتبال اهل گرنادا است.
از باشگاه‌هایی که در آن بازی کرده‌است می‌توان به باشگاه فوتبال ردینگ اشاره کرد.
وی همچنین در تیم ملی فوتبال گرنادا بازی کرده‌است.